# Ławy (województwo łódzkie)
Ławy – wieś w Polsce położona w województwie łódzkim, w powiecie bełchatowskim, w gminie Bełchatów.
W latach 1975–1998 miejscowość administracyjnie należała do województwa piotrkowskiego. W miejscowości znajduje się stary cmentarz.